# Völkerball
Völkerball es el tercer DVD de la banda de música industrial alemana Rammstein. Está grabado en directo durante varios conciertos de 2004 y 2005. Incluye un CD con el audio de un concierto en la Arena de Nimes (Francia) y podría considerarse como su séptimo álbum (segundo en vivo). Fue publicado por primera vez el 17 de noviembre de 2006. La palabra "Völkerball" es un juego de palabras en alemán: puede referirse al juego del balón prisionero o puede querer decir "baile de los pueblos", en alusión al hecho de que los conciertos que conforman el disco fueron grabados en distintos países.
Existen tres ediciones de Völkerball: la estándar, formada por un CD más un DVD, la especial, con un DVD extra con documentales y una limitada con 2 DVD, 2 CD y un álbum fotográfico de 190 páginas con imágenes de la gira.
Fue nominado al premio ECHO de 2007 en la categoría de "mejor DVD", que finalmente ganó P•U•L•S•E, de Pink Floyd.

## Contenido de los DVD

### Disco 1 (común a todas las ediciones)
El DVD contiene vídeos grabados en directo en cuatro conciertos diferentes.
| Arena de Nimes (Francia), 23 de julio de 2005 | Arena de Nimes (Francia), 23 de julio de 2005 | Arena de Nimes (Francia), 23 de julio de 2005 | Arena de Nimes (Francia), 23 de julio de 2005 |
| N.º                                           | Título                                        | duración                                      | traducción                                    |
| --------------------------------------------- | --------------------------------------------- | --------------------------------------------- | --------------------------------------------- |
| 1                                             | Reise, Reise                                  | 5:52                                          | Viaja, viaja                                  |
| 2                                             | Links 2 3 4                                   | 5:03                                          | Izquierda 2 3 4                               |
| 3                                             | Keine Lust                                    | 3:46                                          | Sin ganas                                     |
| 4                                             | Feuer frei!                                   | 3:34                                          | ¡Abran fuego!                                 |
| 5                                             | Asche zu Asche                                | 4:02                                          | Ceniza a ceniza                               |
| 6                                             | Morgenstern                                   | 4:50                                          | Estrella de la mañana                         |
| 7                                             | Mein Teil                                     | 6:42                                          | Mi parte                                      |
| 8                                             | Stein um Stein                                | 5:28                                          | Piedra sobre piedra                           |
| 9                                             | Los!                                          | 7:31                                          | ¡Vamos!                                       |
| 10                                            | Du riechst so gut                             | 5:20                                          | Hueles tan bien                               |
| 11                                            | Benzin                                        | 4:04                                          | Gasolina                                      |
| 12                                            | Du hast                                       | 4:20                                          | Tú tienes                                     |
| 13                                            | Sehnsucht                                     | 4:22                                          | Anhelo                                        |
| 14                                            | Amerika                                       | 6:20                                          | América                                       |
| 15                                            | Rammstein                                     | 5:14                                          | Rammstein                                     |
| 16                                            | Sonne                                         | 4:51                                          | Sol                                           |
| 17                                            | Ich will                                      | 4:09                                          | Yo quiero                                     |
| 18                                            | Ohne dich                                     | 5:20                                          | Sin ti                                        |
| 19                                            | Stripped                                      | 9:15                                          | Desnuda                                       |

| Brixton Academy, Londres (Inglaterra), 3 al 5 de febrero de 2005 | Brixton Academy, Londres (Inglaterra), 3 al 5 de febrero de 2005 | Brixton Academy, Londres (Inglaterra), 3 al 5 de febrero de 2005 | Brixton Academy, Londres (Inglaterra), 3 al 5 de febrero de 2005 |
| N.º                                                              | Título                                                           | duración                                                         | traducción                                                       |
| ---------------------------------------------------------------- | ---------------------------------------------------------------- | ---------------------------------------------------------------- | ---------------------------------------------------------------- |
| 1                                                                | Sonne                                                            | 4:24                                                             | Sol                                                              |
| 2                                                                | Rein, raus                                                       | 3:50                                                             | Adentro, afuera                                                  |
| 3                                                                | Ohne dich                                                        | 5:14                                                             | Sin ti                                                           |
| 4                                                                | Feuer frei!                                                      | 3:54                                                             | ¡Abran fuego!                                                    |

| Club Citta, Tokio (Japón), 3 de junio de 2005 | Club Citta, Tokio (Japón), 3 de junio de 2005 | Club Citta, Tokio (Japón), 3 de junio de 2005 | Club Citta, Tokio (Japón), 3 de junio de 2005 |
| N.º                                           | Título                                        | duración                                      | traducción                                    |
| --------------------------------------------- | --------------------------------------------- | --------------------------------------------- | --------------------------------------------- |
| 1                                             | Mein Teil                                     | 5:33                                          | Mi parte                                      |
| 2                                             | Du hast                                       | 4:14                                          | Tú tienes                                     |
| 3                                             | Los! (trailer)                                | ¿?                                            | ¡Vamos!                                       |

| Estadio Olímpico, Moscú (Rusia), 28 de noviembre de 2004 | Estadio Olímpico, Moscú (Rusia), 28 de noviembre de 2004 | Estadio Olímpico, Moscú (Rusia), 28 de noviembre de 2004 | Estadio Olímpico, Moscú (Rusia), 28 de noviembre de 2004 |
| N.º                                                      | Título                                                   | duración                                                 | traducción                                               |
| -------------------------------------------------------- | -------------------------------------------------------- | -------------------------------------------------------- | -------------------------------------------------------- |
| 1                                                        | Moskau (especial)                                        | 5:44                                                     | Moscú                                                    |

### Disco 2: Documentales y entrevistas (solo ediciones limitada y especial)
- Anakonda im Netz ("Anaconda en la red"), documental de 60 minutos.
- Making of the Album: “Reise, Reise”, documental de 25 minutos sobre la grabación del disco Reise, Reise.

## Contenido de los CD
Los CD de audio contienen un concierto grabado en la Arena de Nimes (Francia) el 23 de julio de 2005. Las versiones estándar y especial contienen un solo CD. La edición limitada contiene cinco temas adicionales.

### Contenido del CD de las versiones estándar y especial
| N.º | Título            | duración | traducción            |
| --- | ----------------- | -------- | --------------------- |
| 1   | Intro             | 2:04     | -                     |
| 2   | Reise, Reise      | 5:31     | Viaja, viaja          |
| 3   | Links 2 3 4       | 4:51     | Izquierda 2 3 4       |
| 4   | Keine Lust        | 3:53     | Sin ganas             |
| 5   | Feuer frei!       | 3:32     | ¡Abran fuego!         |
| 6   | Asche zu Asche    | 4:06     | Ceniza a ceniza       |
| 7   | Morgenstern       | 4:53     | Estrella de la mañana |
| 8   | Mein Teil         | 6:27     | Mi parte              |
| 9   | Los!              | 6:25     | ¡Vamos!               |
| 10  | Du riechst so gut | 5:48     | Hueles tan bien       |
| 11  | Benzin            | 4:05     | Gasolina              |
| 12  | Du hast           | 4:21     | Tú Tienes             |
| 13  | Sehnsucht         | 4:23     | Nostalgia             |
| 14  | Amerika           | 6:20     | América               |
| 15  | Sonne             | 4:52     | Sol                   |
| 16  | Ich will          | 4:22     | Yo quiero             |

### Contenido de los CD de la edición limitada
| Disco 1 | Disco 1        | Disco 1  | Disco 1               |
| N.º     | Título         | duración | traducción            |
| ------- | -------------- | -------- | --------------------- |
| 1       | Intro          | 2:04     | -                     |
| 2       | Reise, Reise   | 5:31     | Viaja, viaja          |
| 3       | Links 2 3 4    | 4:51     | Izquierda 2 3 4       |
| 4       | Keine Lust     | 3:53     | Sin ganas             |
| 5       | Feuer frei!    | 3:32     | ¡Abran fuego!         |
| 6       | Asche zu Asche | 4:06     | Ceniza a ceniza       |
| 7       | Morgenstern    | 4:53     | Estrella de la mañana |
| 8       | Mein Teil      | 6:27     | Mi parte              |
| 9       | Stein um Stein | 5:27     | Piedra sobre piedra   |
| 10      | Los!           | 6:25     | ¡Vamos!               |

| Disco 2 | Disco 2           | Disco 2  | Disco 2                                                 |
| N.º     | Título            | duración | traducción                                              |
| ------- | ----------------- | -------- | ------------------------------------------------------- |
| 1       | Du riechst so gut | 5:48     | Hueles tan bien                                         |
| 2       | Benzin            | 4:05     | Gasolina                                                |
| 3       | Du hast           | 4:21     | Tú tienes/Tú has                                        |
| 4       | Sehnsucht         | 4:23     | Nostalgia                                               |
| 5       | Amerika           | 6:20     | América                                                 |
| 6       | Rammstein         | 5:13     | - Piedra de choque (Significado del nombre de la banda) |
| 7       | Sonne             | 4:52     | Sol                                                     |
| 8       | Ich will          | 4:22     | Yo quiero                                               |
| 9       | Ohne dich         | 5:09     | Sin ti                                                  |
| 10      | Stripped          | 8:16     | Desnuda                                                 |
| 11      | Outro             | 4:32     | -                                                       |